# Holzen
Holzen település Németországban, azon belül Alsó-Szászország tartományban. Lakosainak száma 508 fő (2023. december 31.).

## Népesség
A település népességének változása:
| Lakosok száma | 552  | 531  | 532  | 511  | 508  | 508  |
|               | 2016 | 2017 | 2019 | 2021 | 2022 | 2023 |